# Träslövs distrikt
Träslövs distrikt är ett distrikt i Varbergs kommun och Hallands län. 
Distriktet ligger vid kusten, söder om Varberg. 

## Tidigare administrativ tillhörighet
Distriktet inrättades 2016 och utgörs av en del av området som Varbergs stad omfattade till 1971, delen som före 1967 utgjorde Träslövs socken.
Området motsvarar den omfattning Träslövs församling hade vid årsskiftet 1999/2000.